# Давча (Железнікі)
Давча (словен. Davča) — поселення в общині Железнікі, Горенський регіон, Словенія. Висота над рівнем моря: 975,3 м.